# 藻居
藻居是中国汉代传说的妖怪，为“水土之精”,记载于《幽明录》。在故事中,东方朔分辨出其叫做“藻居”。另说为水木之精,身长只有八九寸,春天住在幽静的森林里，冬天潜在冰冷的河深处 。据東方朔讲述:藻居是水木之精,因为汉武帝兴土木建造宫殿，把它住的地方都快砍光了，所以他特别来劝诫陛下。后记载于《太平广记》

## 样貌特征
藻居样貌如同一个小老头，身高八-九寸，体态佝偻着腰，拄着拐杖，走起路来一步一晃。

## 参看
中国妖怪列表